# Morgongåva, Heby kommun
Morgongåva (i folkmun: "Gåvan") är en tätort i Vittinge socken i Heby kommun i Uppsala län. Samhället ligger cirka 6 km öster om Heby och hade 1 491 invånare 2019.
Orten ligger vid Axsjön och Ramsjön.

## Ortnamnet
Ortnamnet – äldst känt som namn på ett torp från 1667 som innehöll ordet "morgongåva". Anledningen till att torpet hette så är inte klarlagd, men enligt en obestyrkt legend  skall namnvalet handla om ett triangeldrama. Under 1600-talet hade brukspatronen på Molnebo, strax utanför nuvarande Morgongåva ett förhållande med en av sina pigor. Hon blev gravid och patronen var rädd att hans fru skulle få reda på förhållandet. Han "köpte" en av drängarna som skulle sörja för flickan och det kommande barnet och när pigan och drängen gifte sig fick de ett torp som bröllopspresent, morgongåva, därav namnet.
Citat från Heby kommun: "Morgongåva är förlängningen på namnet på ett senare två torp som hette så. Upprinnelsen till namnet hävdas vara en brudgåva från en godsherre här till en piga."
Det vetenskapliga  Svenskt ortnamnslexikon konstaterar dock att ortnamnets ursprung ej är känt.
Språktidningens omröstning bland läsare och allmänhet utsåg 2022 Morgongåva till Sveriges vackraste ortnamn, med 21,9 procent av rösterna, före orter som Juniskär utanför Sundsvall och stadsdelen Kärleken i Halmstad.

## Historia

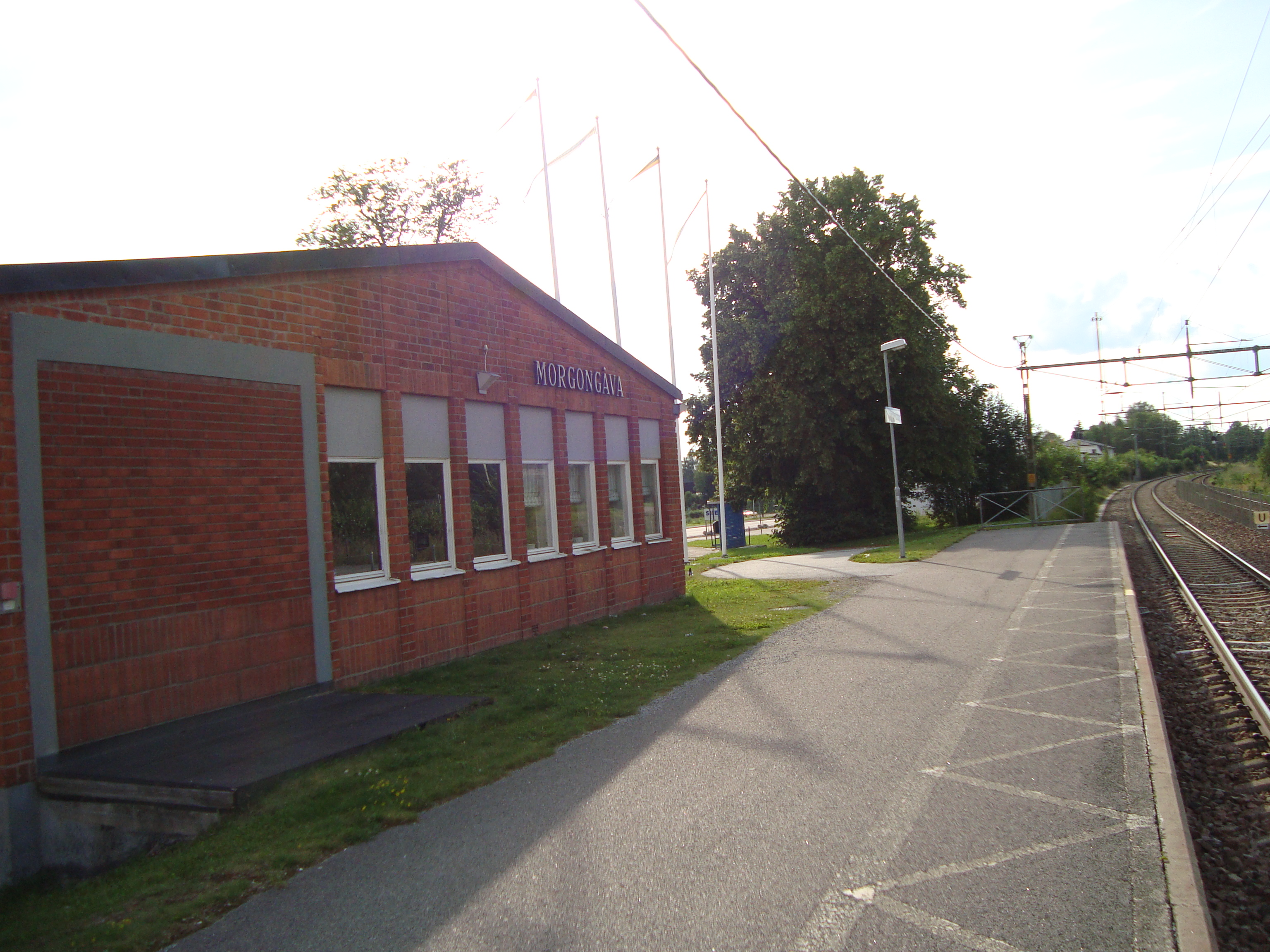
Morgongåva station: det gamla stationshuset, som numera är kontorshotell.

På 1870-talet när Norra stambanan (idag Dalabanan) drogs förbi, tog på eget initiativ de tyska ägarna i Schisshytte-Molnebo AB upp frågan att bygga en järnvägsstation där. Den ingick inte i den föreslagna utbyggnaden av järnvägen men på grund av det stora järnverk som då höll på att uppföras där, blev stationen till. Man anlade samtidigt gator med husnummer och en liten samhällsstruktur uppstod som bidrog till att skapa stationssamhället Morgongåva (med Må som trafikplatssignatur). Stålverket Kung Oscarshyttan, som delvis byggdes efter samma principer som de schlesiska stålverken kring Kattowitz, blev ett ekonomiskt fiasko då det av olika anledningar aldrig kom att tas i bruk ordentligt.
År 1898 etablerade istället Westerås Lantbruksmaskiner (från och med 1908 Westeråsmaskiner) tillverkning av bland annat såmaskiner och slåttermaskiner (senare även snöskotrar), bland annat under namnet Aktiv. Lantbruksmaskintillverkningen lades ner 1988. I de gamla fabrikslokalerna låg under några år ett lågprisvaruhus, Karlsson, startat av Göran Karlsson.

### Befolkningsutveckling
| Befolkningsutvecklingen i Morgongåva 1950–2020 | Befolkningsutvecklingen i Morgongåva 1950–2020 | Befolkningsutvecklingen i Morgongåva 1950–2020 | Befolkningsutvecklingen i Morgongåva 1950–2020 | Befolkningsutvecklingen i Morgongåva 1950–2020 |
| ---------------------------------------------- | ---------------------------------------------- | ---------------------------------------------- | ---------------------------------------------- | ---------------------------------------------- |
|                                                |                                                |                                                |                                                |                                                |
| År                                             |                                                |                                                | Folkmängd                                      | Areal (ha)                                     |
| 1950                                           | 1950                                           |                                                | 1 038                                          |                                                |
| 1960                                           | 1960                                           |                                                | 1 447                                          |                                                |
| 1965                                           | 1965                                           |                                                | 1 497                                          |                                                |
| 1970                                           | 1970                                           |                                                | 1 492                                          |                                                |
| 1975                                           | 1975                                           |                                                | 1 496                                          |                                                |
| 1980                                           | 1980                                           |                                                | 1 487                                          |                                                |
| 1990                                           | 1990                                           |                                                | 1 561                                          | 159                                            |
| 1995                                           | 1995                                           |                                                | 1 480                                          | 160                                            |
| 2000                                           | 2000                                           |                                                | 1 328                                          | 160                                            |
| 2005                                           | 2005                                           |                                                | 1 351                                          | 160                                            |
| 2010                                           | 2010                                           |                                                | 1 409                                          | 159                                            |
| 2015                                           | 2015                                           |                                                | 1 441                                          | 148                                            |
| 2020                                           | 2020                                           |                                                | 1 476                                          | 176                                            |
|                                                |                                                |                                                |                                                |                                                |

## Samhället
I Morgongåva finns bland annat en livsmedelsbutik. Genom Morgongåva passerar riksväg 72 med hållplats för UL-buss nummer 848. Dalabanan går genom Morgongåva och Mälartågs linje mellan Sala och Uppsala gör även uppehåll här. 
På orten ligger även distributionscentralerna för internetbokhandeln Adlibris, med cirka 200 anställda. Ett annat stort internetbaserat företag är apoteket Apotea med drygt 500 anställda.
Några kilometer från Morgongåva ligger Gårdsjö älgpark.

## Idrott
På orten finns flera mindre klubbar. Den mest väletablerade är Morgongåva Sportklubb (MSK). MSK har idag tre inriktningar, bordtennis, fotboll och innebandy, men har tidigare även haft verksamheter som bandy och ishockey.